# Alzinera de Linyola
L'Alzinera de Linyola (Quercus rotundifolia) és un arbre que es troba a Linyola (el Pla d'Urgell), el qual apareix en diversos escuts (del poble i d'entitats esportives), postals i símbols del municipi.

## Dades descriptives
- Perímetre del tronc a 1,30 m: 3,03 m.
- Perímetre de la base del tronc: 3,76 m.
- Alçada: 13,04 m.
- Amplada de la capçada: 13,44 m.
- Altitud sobre el nivell del mar: 253 m.[1]

## Entorn
Es troba tocant al nucli urbà de Linyola. Creix en una feixa de conreus de secà, on es conrea userda, blat, ordi i dacsa. De manera espontània, l'acompanyen fonoll, morró negre, lletsó, bosses de pastor, ravenissa blanca, blet, malva, boixac, canyís i arçot. Hi ha diversitat de fauna antropòfila: colom roquer, tórtora turca, cadernera, oreneta, pardal comú, estornell i rata negra.

## Aspecte general
Té bon estat foliar i de brancatge, i una sorprenent producció glanera. Al tronc presenta diverses cavitats, algunes força grans, sobretot a la part baixa de la soca, on el propietari ha fet tractaments amb ciment, però difícilment es tancaran. Tot i així, l'arbre és robust i ufanós. Realment, està una mica enfonsat perquè l'any 1965 es va anivellar el terreny i l'alzina (que era sobre unes roques) va ser coberta fins a la soca, aproximadament amb un metre de terra fèrtil per a conreu. Aquest fet li va fer perillar la salut, però després de treure-li una mica de terra de l'entorn de la soca va respondre bé i va revifar. És una carrasca realment molt fotogènica i amb un gran simbolisme per a la gent de Linyola, la qual se l'estima molt. L'arbre pren més significació pel fet que la comarca del Pla d'Urgell es caracteritza per l'alt grau de transformació en conreus (a quasi tot el territori), fet que explica la inexistència de boscos.

## Curiositats
Abans de la darrera Guerra Civil Espanyola (1936-1939) i ben a prop d'aquesta alzina, n'hi havia una altra de més gran de mida i clivellada d'escorça. El propietari (el senyor Joan Civit) compila i exposa amb rètols al voltant de l'arbre frases carregades d'ètica (Eduquem bé els infants i no caldra educar els hòmens, La parla és plata i el silenci, or, entre d'altres).

## Accés
Cal dirigir-se al mateix poble. Sortint pel camí dels Arcs, a pocs metres, es troba l'alzina en uns camps. GPS 31T 0324868 4619446.